# 魯氏副䲁
魯氏副䲁（學名：Parablennius rouxi），為輻鰭魚綱鳚形目䲁科副䲁屬的一種，分布於東北大西洋葡萄牙外海海域，深度0至42公尺，體長可達8.9公分，棲息在沒有藻類覆蓋的岩石或鵝卵石上，以附生生物、和藻類為食。雄魚躲藏於狹窄的小洞中；它們透過點頭、跳出洞外並再次回來以及以垂直姿勢遊動來求愛，它會透過打哈欠、側視和盤旋來威脅對手，並透過撞擊和咬來攻擊對手，繁殖時間為五月至七月，被吸引的雌魚在雄魚的居住洞中產卵，雄魚守護卵，幼魚為浮游性。